# Kursujärvi (Gällivare socken, Lappland, 749668-172652)
Kursujärvi är en sjö i Gällivare kommun i Lappland och ingår i Kalixälvens huvudavrinningsområde.